# Hans D. Voss

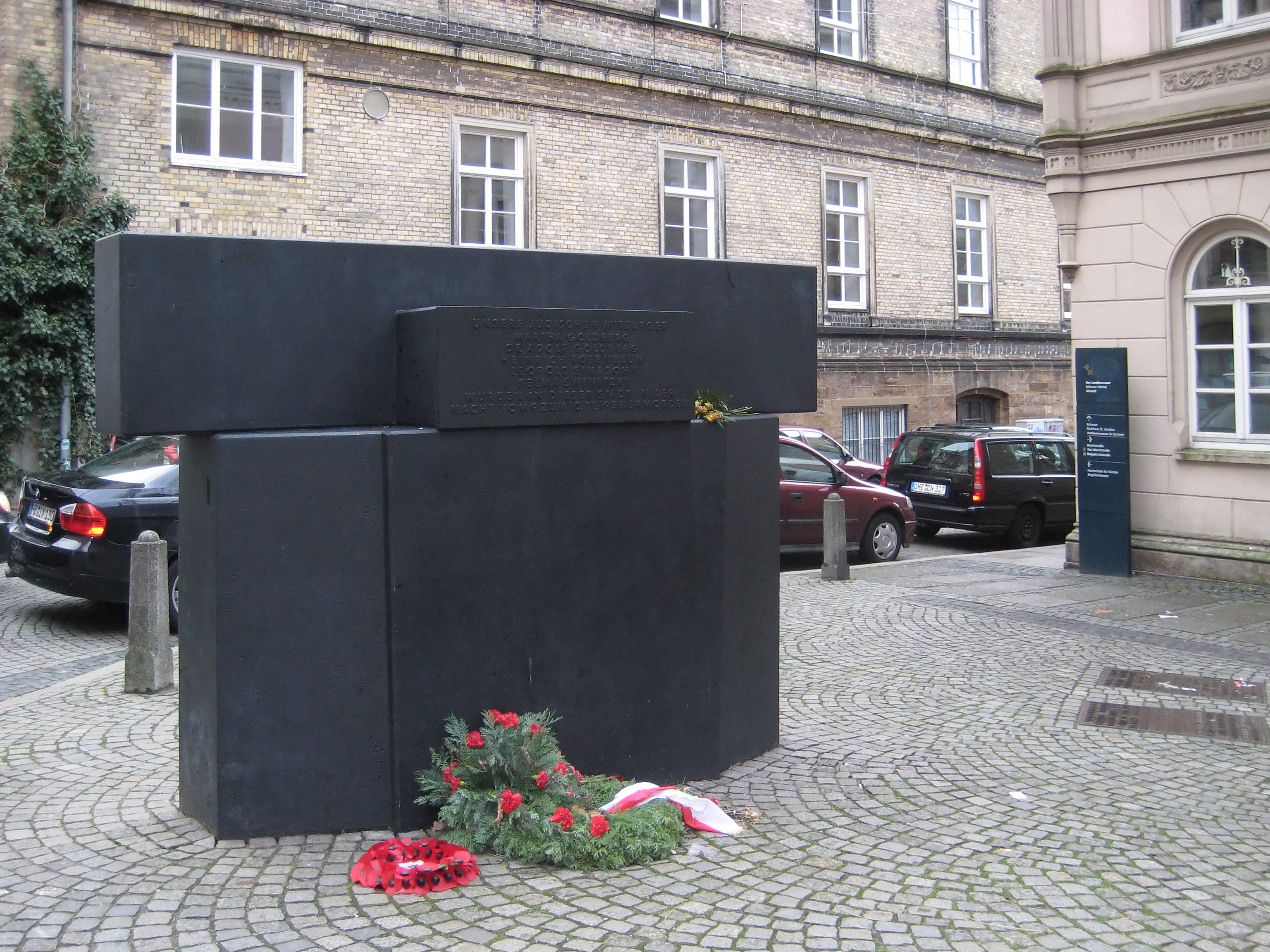
Mahnmal für die Opfer der „Reichskristallnacht“ im Bremer Schnoorviertel (Entwurf: Hans D. Voss)

Hans D. Voss, eigentlich Hans Dieter Voss, (* 11. Juni 1926 in Bielefeld; † 1980 in Brockel in Niedersachsen) war ein deutscher Künstler und Vertreter der abstrakten Kunst und des Informel in Deutschland.

## Leben und Werk
Hans D. Voss studierte an der Glasfachschule Hadamar und der Werkkunstschule Wiesbaden. Bei seiner künstlerischen Tätigkeit orientierte er sich an dem Deutschen Informel, wobei vor allem Serigraphien zu seinem Metier wurden. Anfangs stellte er noch den Materialcharakter in den Vordergrund seiner Arbeiten. Seine gegen Ende der 1950er-Jahre entstandenen Collagen waren für Voss eine „wichtige Schaffensperiode“; die dabei und mit seinen Materialbildern gewonnenen Erfahrungen entwickelte er dann beim Siebdruck weiter. Er erschloss neue Techniken und Möglichkeiten im künstlerischen Siebdruck:

„Das reliefartige findet sich somit auch in seinem – von ihm derart entwickelten – druckgrafischen Werk wieder, so dass beide Werkgruppen – Collage und Druck – eng zusammengehören. Auch seine Drucke bauen sich aus vielen Farbschichten in vielen Druckvorgängen Schicht um Schicht auf, bis ihre haptische Qualität auch der optischen entspricht.“

Voss interessierte sich wenig für die Farbigkeit, so dass sich in seinem Schaffen „kaum Bilder mit einem Warm-Kalt-Kontrast“ finden. Er beschäftigte sich vielmehr mit den Stufen zwischen hellem Grau bis zum Schwarz, wobei er mittels des Schwarz oder des Monochromen „den Gegensatz von Form und Inhalt in seinen Bildern zu neutralisieren“ versuchte. Charakteristisch für seine Arbeiten sind die unterschiedlichen Oberflächenformen und -strukturen. Durch das Aufbauen seiner Bilder in mehreren Schichten erzielte er so bei „grafisch anmutenden Elementen eine belebte, obwohl monochrom gestaltete Oberfläche, bei der Licht und Schatten ihre gestalterische Rolle spielen“.
Er war Mitglied im Westdeutschen Künstlerbund, in dem Voss sich zusammen mit Hubert Berke, Karl Fred Dahmen, Günter Drebusch und Thomas Grochowiak und anderen für den Wiederaufbau und die Anerkennung und Förderung der modernen bildenden Kunst nach der Verfemung während der Zeit des Nationalsozialismus engagierte. Ab den 1960er-Jahren erhielt er Lehraufträge im In- und Ausland, ab 1973 an der Universität Bremen. Voss war Mitautor der Publikation Siebdruck. Technik, Praxis, Geschichte von Wolfgang Hainke, die 1979 beim DuMont-Verlag herauskam. Das Buch entwickelte sich zum Standardwerk über den Siebdruck und erschien zuletzt 1993 in fünfter Auflage.
Arbeiten von Voss befinden sich in mehreren öffentlichen Sammlungen, wie unter anderem in der Bremer Kunsthalle, im Museum Wilhelm Morgner in Soest sowie in Witten im dortigen Märkischen Museum, das nach eigenen Angaben über die „größte Sammlung des Deutschen Informel mit Werken aller namhaften Informel-Künstler“ verfügt.
Hans D. Voss lebte und arbeitete überwiegend in Bremen, wo er auch von 1966 bis zu seinem Tod eine Kunstgalerie betrieb, die Kleine Grafikgalerie Bremen in der Wüstestätte im Bremer Schnoorviertel. Er starb überraschend im Alter von 55 Jahren in Brockel.

## Werke (Auswahl)

### Künstlerische Arbeiten
- 1960–1961: Vertikale Struktur, Gemälde, Materialbild in Mischtechnik, Acryl und Resin (Polyurethan-Gießharz), 49 × 29 cm
- 1962: S 17–62, Grafik, Farbserigraphie, 29 × 40 cm
- 1962–1963: S 17–62/S 22–63, Collage aus zwei Grafiken/Serigraphien, 40,8 × 29,5 cm
- 1964: S 26–64, Grafik, farbiger Seidensiebdruck, 36,6 × 26,6 cm
- 1970–1971: Schwarzes Bild, Materialbild, 81 × 55 cm
- 1974–1975: Busen-Altarchen Kunstobject Roland, Grafik, Farbserigraphie, Prägedruck auf Karton, 57,8 × 42,8 cm
- Kirche im Gebirge, Gemälde, Öl auf Leinwand, 50 × 54 cm

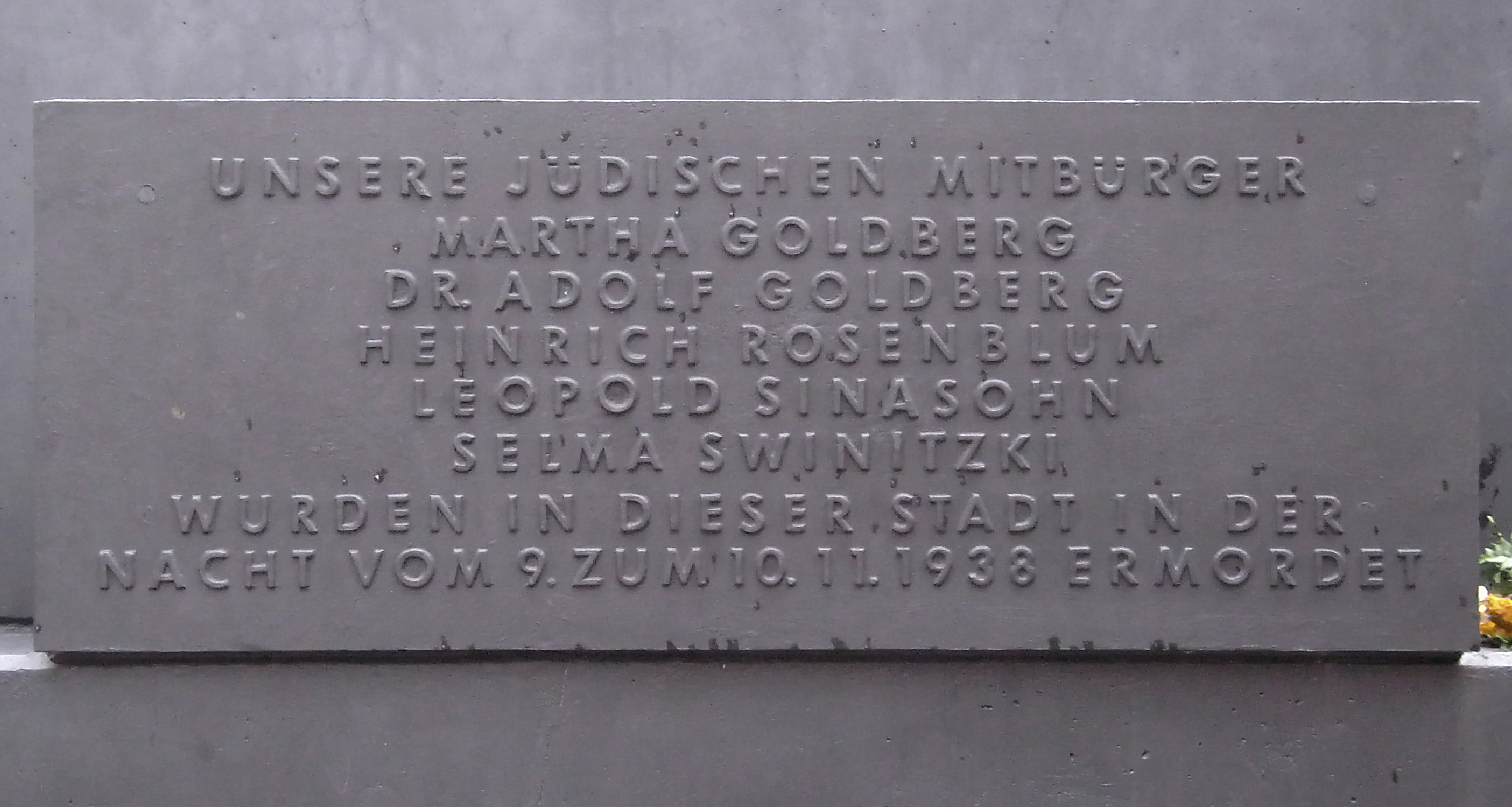
Schrifttafel an dem Mahnmal für die Opfer der „Reichskristallnacht“

- Vor 1980: Mahnmal für die Opfer der „Reichskristallnacht“ in Bremen, Entwurf. Das Mahnmal erinnert an die fünf jüdischen Opfer, die in der Reichspogromnacht innerhalb des heutigen Bremer Stadtgebiets von den Nationalsozialisten ermordet wurden. Es wurde nach Voss’ Tod nach seinem Entwurf ausgeführt und 1982 eingeweiht. Es befindet sich vor dem Haus Landherrnamt im Schnoorviertel, in der Nähe der in sogenannten „Reichskristallnacht“ vom 9. auf den 10. November 1938 von den Nationalsozialisten in Brand gesetzten und vernichteten Hauptsynagoge der jüdischen Gemeinde in Bremen. Das Mahnmal ist in schlichten, kubischen Formen aus schwarz gefärbtem Beton gestaltet, es hat die Abmessungen 2,1 m × 3,4 m × 0,7 m und trägt eine Gedenktafel mit Inschrift.[4]

### Publikationen
- Wolfgang Hainke, unter Mitarbeit von: Hans D. Voss und Jürgen Weichardt: Siebdruck. Technik, Praxis, Geschichte. Erstveröffentlichung. DuMont, Köln 1979, ISBN 3-7701-1071-4.

## Ausstellungen (Auswahl)

### Einzelausstellungen
- 1962: Zur Technik meiner Serigraphien, von Hans D. Voss, Kunsthalle Bremen
- 1966: Hans Dieter Voss. Siebdrucke, Museum Folkwang, Essen
- 1966: Kunstpavillon, Soest
- 1968–1969: Hans D. Voss, in Oldenburg, Fredrikstad (Norwegen) und Witten
- 1969: Hans D. Voss, serigrafier, Haus der Künstler – Kunstnernes Hus, Oslo
- 1970: Wilhelm-Morgner-Haus, Soest
- 1972: Hans D. Voss. Das druckgraphische Werk 1956–1972. Bilder, Kunsthalle Bremen
- 1978: Hans D. Voss. Collagen 1959–1978. Serigraphien 1972–1978, Kunsthalle Bremen und Märkisches Museum in Witten
- 1991: Hans D. Voss, Museum am Ostwall, Dortmund
- 2024: ‚‘Hans D. Voss – Serigrafien’’, Museum Wilhelm Morgner, Soest

### Gruppenausstellungen
- 1972: Zwei Aspekte der Serigraphie: Herman Hebler und Hans D. Voss, Kunsthalle Bremen
- 1972: Internationale Graphik 72, Kunsthalle Bremen
- 1976: Internationale Graphik 1976. Ausstellung des Laureaten-Clubs der Internationalen Graphik Biennalen, Krakau 1976, Kunsthalle Bremen